# Felizian Josef Moczik

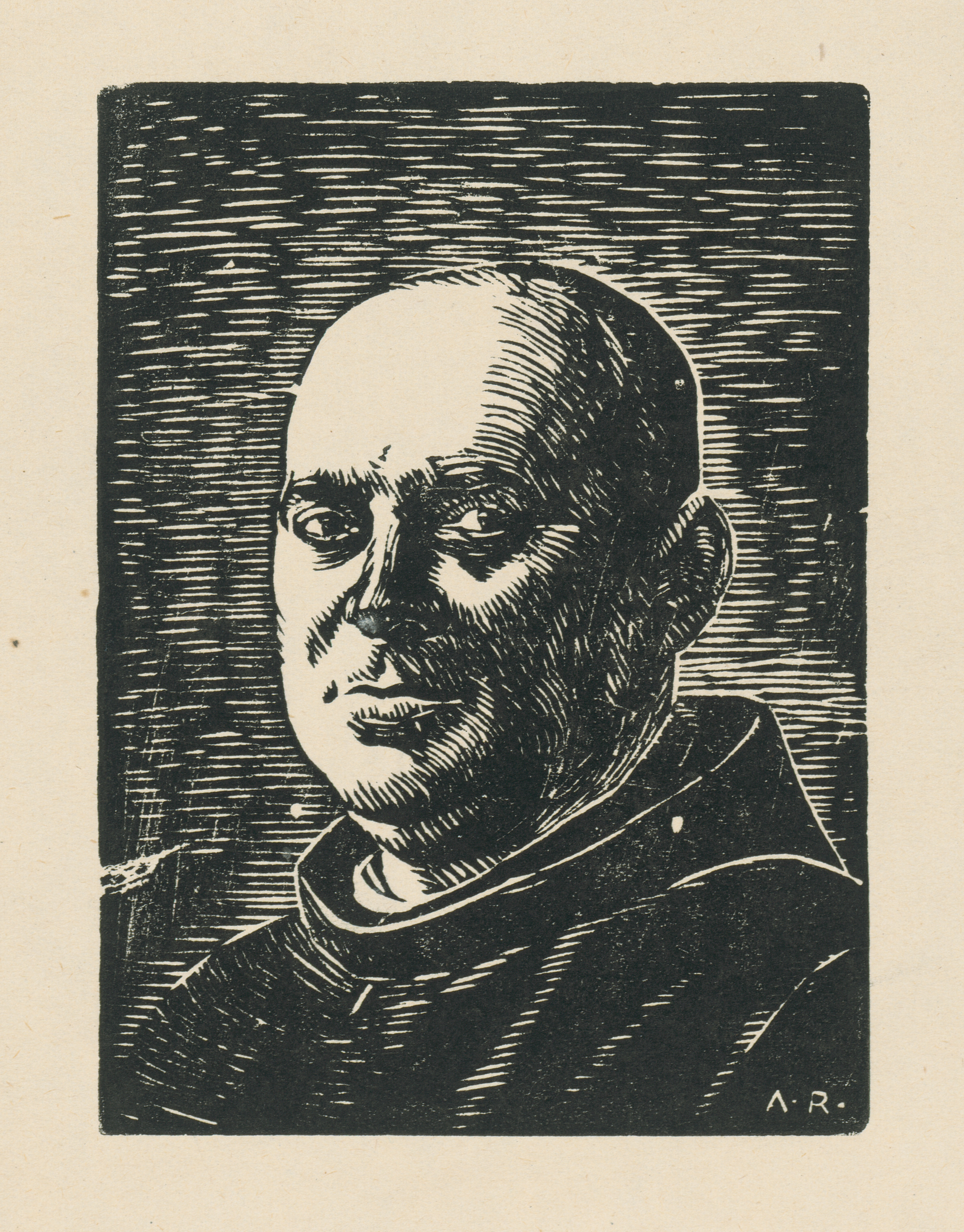
Pater Felician Moczik (Stich von Alois Rigele)

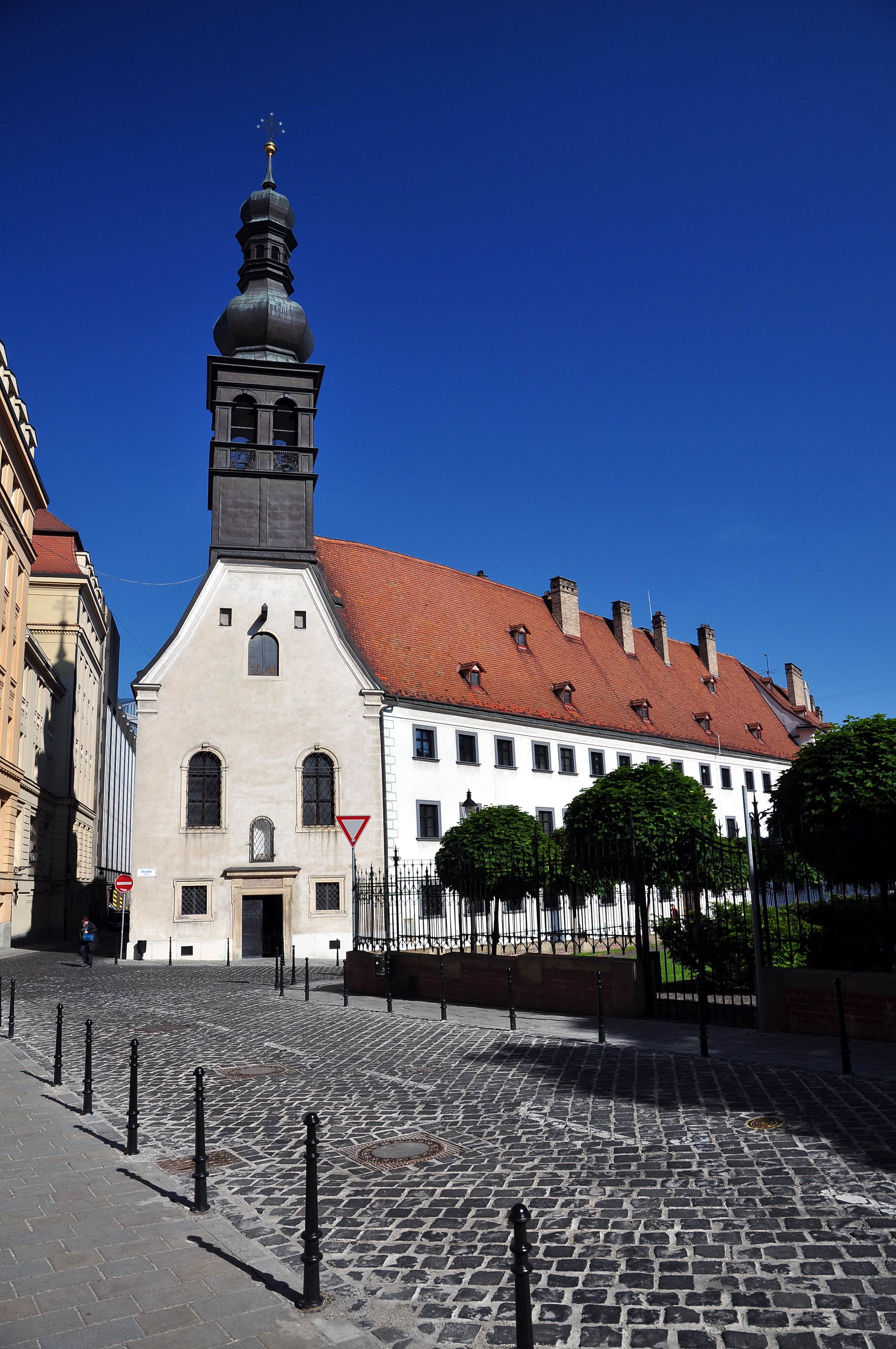
Ursulinenkirche

Felizian Josef Moczik (* 9. September 1861 in Schemnitz (slow. Banská Štiavnica), Österreich-Ungarn; † 18. August 1917 in Pressburg (Bratislava)) war ein slowakischer Musiker (Organist und Chorleiter) sowie Maler.

## Leben
Moczik erhielt bei den Franziskanern in Pressburg Orgelunterricht und wurde anschließend an der dortigen Franziskanerkirche Organist. Er legte im Jahr 1883 die Profess ab und wurde 1893 zum Priester geweiht, 1896 jedoch Weltpriester. Er wirkte als Hauskaplan des Erzherzogs Friedrich und gründete und leitete einen Knabenchor. Einer seiner Schüler war der Wiener Komponist Franz Schmidt. Bereits im Alter von zehn Jahren kam Schmidt in die Obhut von Pater Felizian, bei dem er nicht nur seine erste musikalische Ausbildung (Harmonielehre und Kontrapunkt) erhielt, sondern auch in Latein und Mathematik unterrichtet wurde. Pater Felizian entwickelte sich für Schmidt zum väterlichen Freund, der ihm auch in die Hofkreise einführte. In seiner Autobiographie erinnert sich Schmidt an Moczik, als an einen Mann der „auf meine gesamte Entwicklung als Mensch wie als Künstler von tiefstem und nachhaltigstem Einfluß wurde.“
Moczik war darüber hinaus auch als Maler aktiv und hat zahlreiche Gemälde geschaffen.
Pater Felizians Leben nahm ein tragisches Ende. Als Orgelsachverständiger stellte er dem Orgelbauer Anton Schönhofer ein ungünstiges Zeugnis aus: Dieser attackierte ihn am Morgen des 16. August 1917 mit einem Stilett vor der Ursulinenkirche. Der schwerverletzte Moczik wurde im Preßburger Landeskrankenhaus operiert. Er erlag jedoch zwei Tage später seinen Verletzungen. Am 21. August 1917 fand die feierliche Bestattung unter Anwesenheit der Erzherzogin Isabella und ihres Hofstaates, sowie zahlreicher Prominenz am Andreas-Friedhof in Preßburg statt. Am 25. August wurde für den Verstorbenen im St. Martinsdom zu Preßburg ein feierliches Requiem zelebriert.

Am 6. Mai 1923 wurde in der Ursulinenkirche eine Gedenktafel für Pater Felician errichtet. Die Tafel fertigte der Preßburger Bildhauer Alois Rigele aus Trümmern des zerstörten Maria-Theresien-Denkmals an.

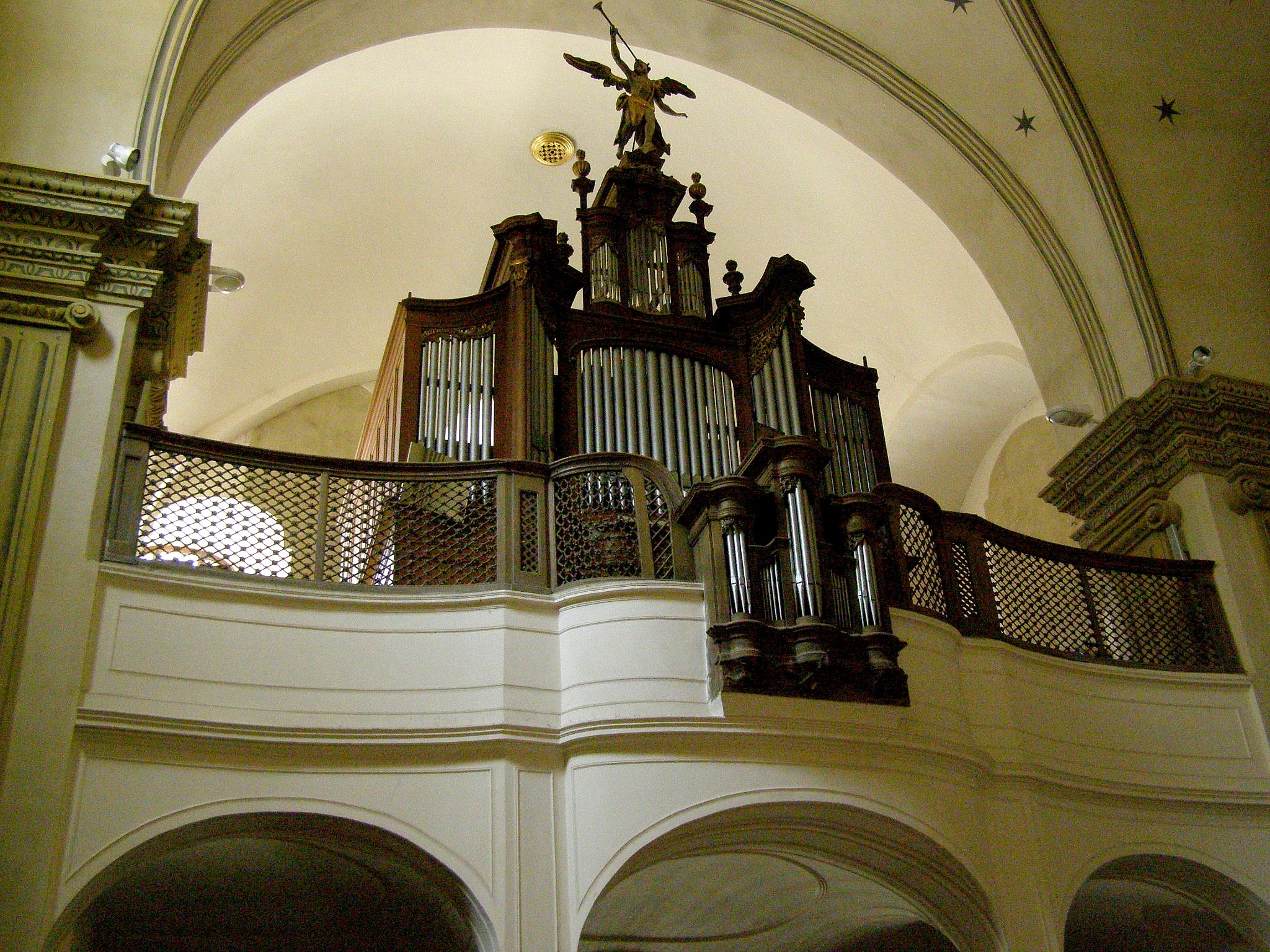
Orgel in der Franziskanerkirche Pressburg, an der Moczik wirkte